# Whenever, Wherever
Whenever, Wherever (englisch für „wann auch immer, wo auch immer“) ist ein Lied der kolumbianischen Sängerin Shakira. Der Song ist die erste Singleauskopplung ihres fünften Studioalbums Laundry Service und wurde am 27. August 2001 veröffentlicht. Nach vier Alben mit spanischen Liedern war es die erste englische Single der Sängerin. Zeitgleich erschien auch eine spanische Version des Songs mit dem Titel Suerte.

## Inhalt
Inhaltlich dreht sich das Lied um die Liebe zwischen zwei Personen und dass weder Zeit noch Entfernung dieser im Weg stehen.

“Whenever, wherever

We’re meant to be together

I’ll be there and you’ll be near

And that’s the deal, my dear”

## Produktion
Whenever, Wherever wurde von Shakira zusammen mit dem US-amerikanischen Musikproduzenten Tim Mitchell produziert. Der Text wurde von Shakira, Tim Mitchell und der Sängerin Gloria Estefan geschrieben.

## Musikvideo
Das Musikvideo zu Whenever, Wherever wurde von dem US-amerikanischen Regisseur Francis Lawrence mithilfe der Greenscreen-Technik gedreht und verzeichnet auf YouTube mehr als 820 Millionen Aufrufe (Stand Februar 2025).
Es zeigt Shakira, die den Song singt und tanzt, während sie von verschiedenen Naturerscheinungen umgeben ist. So taucht sie zu Beginn des Videos aus dem Ozean auf und springt auf einen Felsen, an dem sich die Wellen brechen. Anschließend läuft sie durch eine Wüste, wo sie von rennenden Pferden umgeben ist. Kurz darauf kriecht sie inmitten eines Gebirges durch den Schlamm und tanzt auf einem schneebedeckten Gipfel. Am Ende des Videos springt sie vom Berg zurück ins Meer.
Bei den Latin Grammy Awards 2002 erhielt das Musikvideo die Auszeichnungen in der Kategorie Best Short Form Music Video.

## Single

### Covergestaltung
Das Singlecover ist in rötlichen Farben gehalten und zeigt Shakira, die leicht-bekleidet im Sonnenuntergang steht und den Betrachter ansieht. Im Hintergrund ist das Meer zu sehen. Die Schriftzüge Shakira und WheneverWherever befinden sich im unteren Teil des Bildes.

### Titelliste
1. Whenever, Wherever – 3:16
2. Suerte – 3:14
3. Estoy Aquí – 3:55
4. Tú – 3:36

### Chartplatzierungen
Whenever, Wherever stieg am 4. Februar 2002 auf Platz eins in die deutschen Singlecharts ein und konnte sich elf Wochen lang auf diesem halten. Insgesamt war das Lied 24 Wochen in den Top 100 vertreten, davon 16 Wochen in den Top 10. Darüber hinaus platzierte sich das Lied für neun Wochen an der Chartspitze der deutschen Airplaycharts. 2002 belegte Whenever, Wherever Rang zwei der deutschen Single-Jahrescharts. Ebenfalls die Chartspitze erreichte Whenever, Wherever unter anderem in Österreich, der Schweiz, Frankreich, der Niederlande, Belgien, Schweden, Finnland, Norwegen, Dänemark, Italien, Australien, Neuseeland, Mexiko, Irland, Portugal, Griechenland, Spanien und Ungarn.
| ChartsChartplatzierungen       | Höchstplatzierung | Wochen |
| ------------------------------ | ----------------- | ------ |
| Deutschland (GfK)              | 1 (24 Wo.)        | 24     |
| Österreich (Ö3)                | 1 (30 Wo.)        | 30     |
| Schweiz (IFPI)                 | 1 (48 Wo.)        | 48     |
| Vereinigte Staaten (Billboard) | 6 (24 Wo.)        | 24     |
| Vereinigtes Königreich (OCC)   | 2 (22 Wo.)        | 22     |

| ChartsJahrescharts (2002)      | Platzierung |
| ------------------------------ | ----------- |
| Deutschland (GfK)              | 2           |
| Österreich (Ö3)                | 1           |
| Schweiz (IFPI)                 | 2           |
| Vereinigte Staaten (Billboard) | 28          |
| Vereinigtes Königreich (OCC)   | 7           |

### Auszeichnungen für Musikverkäufe
Whenever, Wherever wurde im Jahr 2002 für mehr als 750.000 Verkäufe in Deutschland mit einer dreifachen Goldenen Schallplatte ausgezeichnet. Weltweit erhielt der Song Auszeichnungen für über 6,2 Millionen Verkäufe, wobei sich die Verkaufszahlen insgesamt auf mehr als 8,5 Millionen belaufen.
| Land/Region                  | Auszeichnungen für Musikverkäufe (Land/Region, Auszeichnung, Verkäufe) | Verkäufe  |
| ---------------------------- | ---------------------------------------------------------------------- | --------- |
| Australien (ARIA)            | 4× Platin                                                              | 280.000   |
| Belgien (BRMA)               | 2× Platin                                                              | 100.000   |
| Brasilien (PMB)              | Platin                                                                 | 60.000    |
| Dänemark (IFPI)              | Platin                                                                 | 90.000    |
| Deutschland (BVMI)           | 3× Gold                                                                | 750.000   |
| Finnland (IFPI)              | Gold                                                                   | 5.477     |
| Frankreich (SNEP)            | Diamant                                                                | 637.000   |
| Griechenland (IFPI)          | Platin                                                                 | 20.000    |
| Italien (FIMI)               | Gold                                                                   | 25.000    |
| Kanada (MC)                  | 4× Platin                                                              | 320.000   |
| Mexiko (AMPROFON)            | 5× Gold (Englische Version) · + Diamant · + Gold (Spanische Version)   | 480.000   |
| Neuseeland (RMNZ)            | Platin                                                                 | 10.000    |
| Niederlande (NVPI)           | Platin                                                                 | 60.000    |
| Norwegen (IFPI)              | 3× Platin (Physisch) · + Platin (Digital)                              | 90.000    |
| Österreich (IFPI)            | Platin                                                                 | 30.000    |
| Schweden (IFPI)              | 2× Platin                                                              | 60.000    |
| Schweiz (IFPI)               | 2× Platin                                                              | 80.000    |
| Spanien (Promusicae)         | Gold (Englische Version) · + Platin (Spanische Version)                | 90.000    |
| Vereinigte Staaten (RIAA)    | 2× Platin                                                              | 2.000.000 |
| Vereinigtes Königreich (BPI) | 2× Platin                                                              | 1.200.000 |
| Insgesamt                    | 6× Gold · 32× Platin · 2× Diamant ·                                    | 6.387.477 |

Hauptartikel: Shakira/Auszeichnungen für Musikverkäufe